# Aldrina
L'aldrina o aldrin è un insetticida organoclorurato che è stato ampiamente usato negli anni settanta e il cui uso è ora proibito in molti paesi, negli Stati Uniti dal 1974. L'aldrina è uno degli inquinanti organici persistenti. 
L'aldrina viene ossidata a dieldrina dal metabolismo degli insetti, è quest'ultimo composto ad essere tossico per gli insetti.
L'aldrina è prodotta da esaclorociclopentadiene e norbornadiene per reazione di Diels-Alder.
La DL50 di questa sostanza è di 39–60 mg/kg (nei ratti per via orale).